# Jokceleny Carvalho
Jokceleny Fernandes Carvalho (21 de outubro de 1992), conhecido apenas como Iniesta, é um futebolista são-tomense que atua como médio e avançado. Atualmente defende o Leões de Porto Salvo e a Seleção São-Tomense.

## Carreira
Iniesta iniciou sua carreira pelo UDRA em 2017, ano em que foi campeão nacional pela primeira vez, repetindo o feito em 2018 (em ambos, venceu também a Liga Insular de São Tomé), conquistando ainda a Taça Nacional de São Tomé e Príncipe de 2017 e a Supertaça de São Tomé e Príncipe de 2018. Continuou tendo sua estadia pelo UDRA reportada nos anos de 2020 e 2022.
A partir de 2025, Jokceleny tem estado a militar pelo Leões de Porto Salvo, de Portugal.

## Seleção nacional
Em 2017, fez sua estreia pela Seleção São-Tomense, na derrota por 2 a 0 para Camarões, pela fase de qualificação para o Campeonato das Nações Africanas de 2018.
Fez também parte da equipa convocada para as eliminatórias para o Campeonato Africano das Nações de 2021, e as qualificações para o Mundial de 2026.

### Gols internacionais
| #  | Data                   | Local                                 | Rival        | Placar inicial | Placar final | Competição                                                                  |
| -- | ---------------------- | ------------------------------------- | ------------ | -------------- | ------------ | --------------------------------------------------------------------------- |
| 1. | 10 de setembro de 2019 | Estádio 24 de Setembro, Bissau        | Guiné-Bissau | 1–0            | 1–2          | Eliminatórias Africanas para a Copa do Mundo FIFA de 2022 (fase preliminar) |
| 2. | 28 de março de 2021    | Cape Coast Sports Stadium, Cape Coast | Gana         | 1–3            | 1–3          | Eliminatórias para a Copa das Nações Africanas de 2021                      |

## Títulos
UDRA
- Campeonato São-Tomense: 2017, 2018
- Liga Insular de São Tomé: 2017, 2018
- Taça Nacional de São Tomé e Príncipe: 2017
- Supertaça de São Tomé e Príncipe: 2018